# 格朗庫羅內戰役
格朗庫羅內戰役（法語：Bataille du Grand-Couronné）發生於1914年9月4日至13日，是第一次世界大戰西線中邊境戰役的最後一場戰役後。在薩爾堡和莫朗日取得勝利後，德意志帝國第六軍團（由巴伐利亞王儲魯普雷希特率領）和第七軍團花了四天成功追擊到法軍，並進攻以突破法軍在莫瑟爾河上的防線。
從8月24日至9月13日，德軍的進攻遭到法軍的反擊，法軍指揮官爱德华·德·卡斯泰尔诺先在沙爾姆裂口戰役中擊敗德軍，接著再阻止德軍對南錫大區的最後一次進攻。
這場戰役成功為第一次馬恩河戰役牽制大量德軍，為法國在1914年的戰局作出巨大貢獻，最終德軍在法軍砲火的壓制下撤出南錫。

## 註腳
1. 1 2 3  .   [2022] （英语）.
2. ↑  Strachan 2001，第215–216頁.
3. ↑  Strachan 2001，第253, 257頁.
4. ↑  Tyng 2007，第319頁.
5. ↑  Tyng 2007，第318–319頁.